# Pernes (Portugal)
Pernes is een plaats (freguesia) in de Portugese gemeente Santarém en telt 1689 inwoners (2001).